# Верхняя Ладка
Верхняя Ладка — деревня в Ичалковском районе Республики Мордовия. Входит в состав Ладского сельского поселения.

## История
В «Списке населённых мест Нижегородской губернии за 1863» Верхняя Ладка владельческая деревня из 18 дворов Лукояновского уезда.

## Население
| 2002 | 2010 |
| ---- | ---- |
| 26   | ↘11  |

Национальный состав
Согласно результатам переписи 2002 года, в национальной структуре населения русские составляли 100 %